# Start a War
Start a War je čtvrté studiové album americké skupiny Static-X.
Album vyšlo v roce 2005, v Billboard 200 debutovalo na 29. místě. Producentem byl naposledny Ulrich Wild, spoluprodukoval opět Wayne Static. Před nahráváním alba byl ze skupiny vyloučen kytarista Tripp Rex Eisen, jeho místo zaujal původní kytarista Koichi Fukuda, ale na nahrání desky se ještě nepodílel. Album přináší tvrší a syrovější zvuk, oproti předchozímu kontroloverznímu albu Shadow Zone. Zároveň je to první album na kterém pracoval nový bubeník kapely Nick Oshiro. Bubnové části byly oproti jiným albům ponechány téměř bez úpravy počítačem, což přispívá k syrovějšímu zvuku. Na singl byly zařazeny skladby I'm The One a Dirthouse. Podle frontmana skupiny Wayne Statica je náplní textů hlavně nenávist k jedné osobě. K CD vyšlo i DVD X-rated, které obsahuje některé nové skladby zahrané naživo, dokumentuje práce na albu atd.

## Seznam skladeb
1. The Enemy	2:28
2. I'm The One	2:36
3. Start A War	2:44
4. Pieces	2:38
5. Dirthouse	3:03
6. Skinnyman	3:40
7. Just In Case	4:24
8. Set It Off	3:55
9. I Want To Fucking Break It	2:42
10. Night Terrors	3:09
11. Otsego Amigo	2:45
12. My Damnation	4:01
13. Brainfog	9:53